# Ai (Canaan)

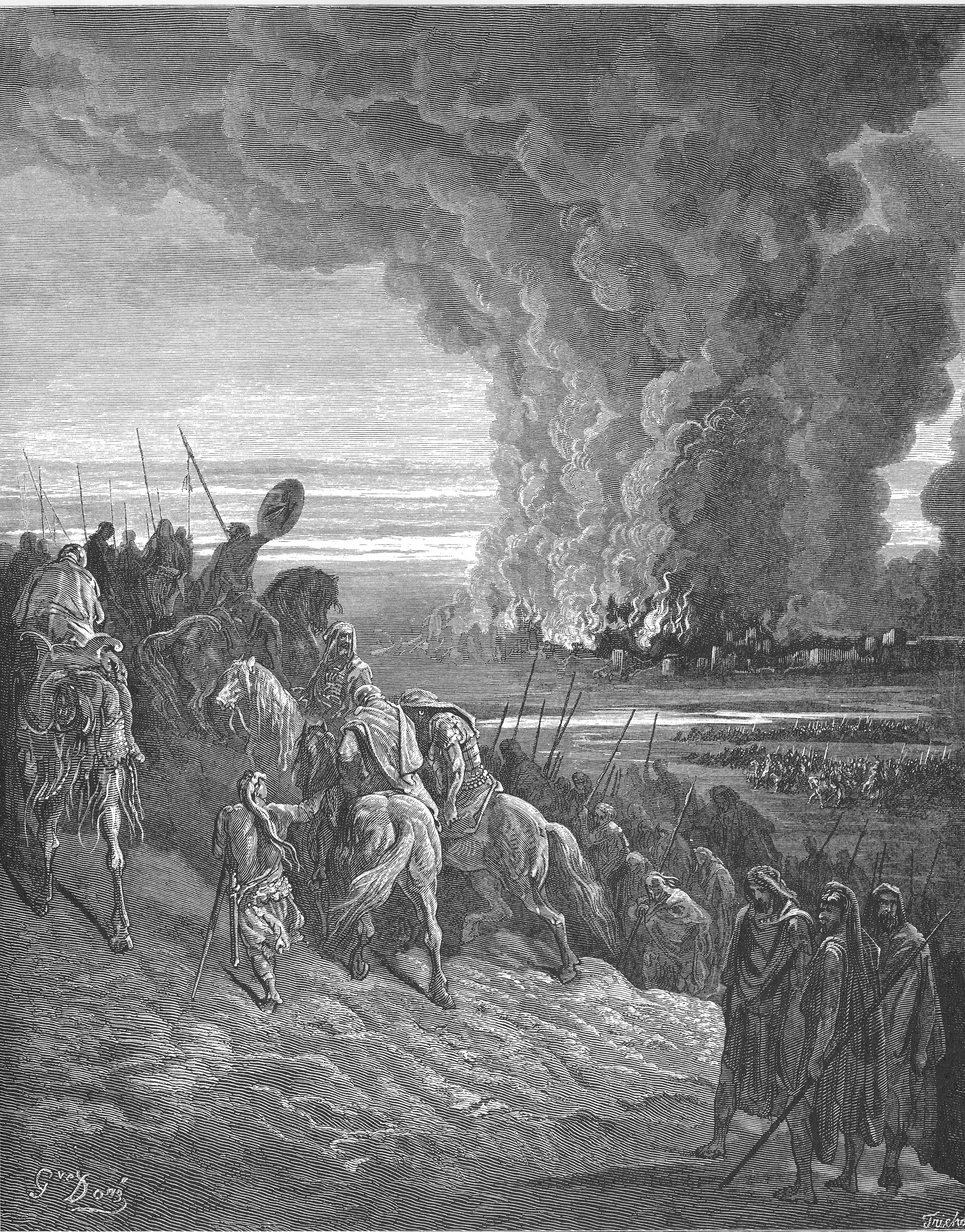
Gustave Doré, "Giosuè brucia la città di Ai" (1866); La Grande Bibbia di Tours, di Gustave Doré

Ai (in ebraico en‎?, הָעַי, "hāʿAy") è stata una città della terra di Canaan, menzionata nella Bibbia. Secondo il Libro di Giosuè, fu conquistata dagli Israeliti al comando di Giosuè, durante la loro conquista di Canaan.
Le rovine di Ai si pensa che siano lì dove esiste il sito di al-Tell. Gli scavi archeologici hanno rivelato un ampio insediamento urbano che risale all'incirca al 3100 a.C., con cicli di distruzione e di ricostruzione che approssimativamente possono essere datati al 2400 a.C.. Rimase inabitata finché un piccolo villaggio sorse nella prima Età del Bronzo. Alla luce di tali scoperte, gli studiosi interpretano il mito biblico relativo alla conquista di Ai come una storia eziologica, utile a spiegare l'origine del nome del sito.

## Narrazione biblica
Secondo il Libro della Genesi, Abramo avrebbe costruito un altare tra Bethel e Ai.
Nel Libro di Giosuè, i capitolo 7 e 8, gli Israeliti tentano di conquistare Ai in due occasioni. La prima, in Giosuè 7, fallisce. Il racconto biblico riporta il fallimento come conseguenza di un peccato commesso da Achan, per il quale egli fu lapidato amorte dagli Israeliti. Il secondo tentativo, in Giosuè 8, il Patriarca, che è identificato nella narrazione come comandante degli Israeliti, riceve istruzioni da Dio, che ordina ai suoi devoti di organizzare un'imboscata, comando cui Giosuè prontamente ubbidisce. 
L'imboscata è tesa nella parte posteriore della città, sul lato occidentale. Giosuè si schiera con un gruppo di uomini armati che si avvicinano alla città frontalmente, così che gli uomini di Ai, ritenendo in tal modo di cogliere una facile vittoria, agiscono per scostare Giosuè e i suoi guerrieri dall'ingresso della città, per indurre i difensori di Ai ad allontanarsi dalla città. Quindi i guerrieri israeliti entrano ad Ai dalla sua parte posteriore e le danno fuoco.  Quando la città è occupata, 12 000 uomini e donne sono sterminati e Ai è rasa al suolo. Il re è catturato e appeso a un albero fino a sera, il suo corpo è collocato alle porte di Ai e inumato sotto pietre. Gli Israeliti quindi bruciano completamente la città e la trasformano "in un permanente cumulo di rovine". Yahvè dice loro che potevano prendere il bestiame come bottino, e così essi fecero.

## Possibile locazione

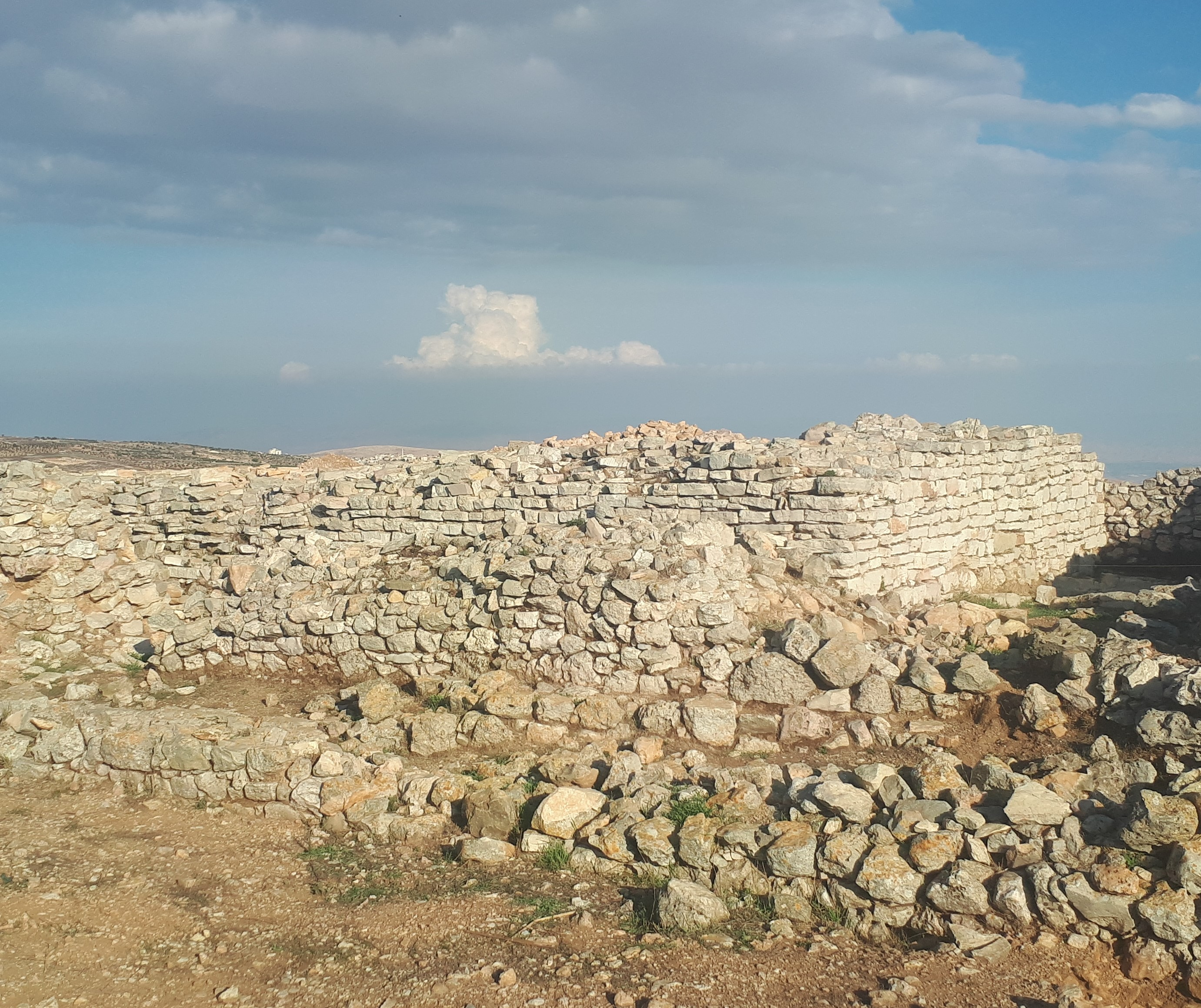
Le rovine di el-Tell sono state individuate come sito della antica città di Ai.

### El-Tell
Malgrado le opinioni di alcuni studiosi che avevano additato le rovine visibili di al-Tell (che significa "collina") come luogo in cui sorgeva la distrutta città di Ai (che significa "rovine"), scavi condotti negli 1930, da Judith Marquet-Krause, stabilirono che nel sito sorgeva una città fortificata durante la prima Età del Bronzo, tra il 3100 e il 2400 a.C., prima di esse distrutta e abbandonata. Gli scavi non fornirono evidenze di insediamento nell'Età Media e nella tarda Età del Bronzo. Tali ritrovamenti, unitamente agli scavi a Betel, posero interrogativi circa la datazione che Albright e altri avevano proposto, e alcuni studiosi, incluso Martin Noth, cominciarono a proporre che la conquista israelitica non fosse mai avvenuta e che si fosse trattato invece di un mito eziologico, alla luce del fatto che il toponimo significava "la rovina" e che la narrazione della conquista spiegava semplicemente l'avvenuta distruzione della città nella prima Età del Bronzo.